# Боген (Германия)
Боген (нем. Bogen) — город и городская община в Германии, в Республике Бавария.
Община расположена в правительственном округе Нижняя Бавария в районе Штраубинг-Боген. Население составляет 10 090 человек (на 31 декабря 2010 года). Занимает площадь 49,74 км². Официальный код — 09 2 78 118.

## Население
По оценке на 31 декабря 2015 года население общины Боген составляет 9771 чел. 

| Дата      | 1840 | 1871 | 1900 | 1925 | 1939 | 1950 | 1961 | 1970 | 1987 | 2011 |
| --------- | ---- | ---- | ---- | ---- | ---- | ---- | ---- | ---- | ---- | ---- |
| Население | 4612 | 4578 | 4649 | 4786 | 5081 | 6464 | 7118 | 8623 | 8199 | 9619 |

| Год       | 1960 | 1970 | 1980 | 1990 | 2000  | 2009  | 2010  | 2011 | 2012 | 2013 | 2014 | 2015 |
| --------- | ---- | ---- | ---- | ---- | ----- | ----- | ----- | ---- | ---- | ---- | ---- | ---- |
| Население | 7191 | 8589 | 8910 | 8926 | 10150 | 10135 | 10090 | 9632 | 9767 | 9751 | 9781 | 9771 |

## Города-побратимы
- Артез-де-Беарн, Франция (с 1983)[7]
- Арко (Италия), Италия (с 1983)[7]